# Arbaoua
Arbaoua (en arabe : عرباوة) est une ville du Maroc. Elle est située dans la région de Rabat-Salé-Kénitra. La plus grosse entreprise est Toyama fraise, avec 700 employés venant des environs.

### Sources
- (en) Arbaoua sur le site de Falling Rain Genomics, Inc.

(ar)
« site officiel de Arbaoua »